# Roger Lamers
Roger Emile Louis Lamers (Habay-la-Neuve, 10 januari 1924 - 21 oktober 1986) was een Belgisch volksvertegenwoordiger.

## Levensloop
Lamers werd studiemeester en stond heel wat jaren in het onderwijs.
Actief in de BSP en lid van het nationaal bestuur van deze partij, werd hij in 1961 verkozen tot socialistisch volksvertegenwoordiger voor het arrondissement Aarlen-Marche-Bastenaken, een mandaat dat hij vervulde tot in 1971. In 1968 werd hij ondervoorzitter van de Kamer.